# Championnat de Taïwan de football 2013
Navigation
Saison précédente Saison suivante
La saison 2013 du Championnat de Taïwan de football est la trentième édition du championnat national, la City A-League. Les huit clubs participants sont regroupés au sein d'une poule unique où ils s'affrontent à deux reprises. À l'issue de la saison, le dernier du classement final est relégué en championnat régional alors que l'avant-dernier doit disputer une poule de promotion-relégation face à deux équipes de division inférieure.
C'est le club de Taipei City Tatung qui est sacré cette saison après avoir terminé en tête du classement final, avec un seul point d'avance sur Taipower et Taichung City. C'est le quatrième titre de champion de Taïwan de l'histoire du club, après son triplé entre 2005 et 2007.

## Les clubs participants
- Taipower
- Taipei City Tatung
- Tainan City
- Ming Chuan University FC
- Taichung City
- NSTC FC
- Air Source Developemnt FC
- Taipei City Dragons FC

## Compétition
Le classement est établi sur le barème de points classique (victoire à 3 points, match nul à 1, défaite à 0). Pour départager les égalités, on tient d'abord compte des confrontations directes, de la différence de buts générale, puis du nombre de buts marqués.

### Classement
| Rang | Équipe                     | Pts | J  | G  | N | P  | Bp | Bc | Diff |
| ---- | -------------------------- | --- | -- | -- | - | -- | -- | -- | ---- |
| 1    | Taipei City Tatung         | 32  | 14 | 10 | 2 | 2  | 40 | 20 | +20  |
| 2    | Kaohsiung County TaipowerT | 31  | 14 | 10 | 1 | 3  | 50 | 17 | +33  |
| 3    | Taichung City FC           | 31  | 14 | 10 | 1 | 3  | 44 | 14 | +30  |
| 4    | Ming Chuan University FC   | 17  | 14 | 4  | 5 | 5  | 28 | 28 | 0    |
| 5    | NSTC FC                    | 17  | 14 | 4  | 5 | 5  | 29 | 35 | -6   |
| 6    | Tainan City                | 15  | 14 | 3  | 6 | 5  | 28 | 33 | -5   |
| 7    | Air Source Development FC  | 7   | 14 | 1  | 4 | 9  | 16 | 42 | -26  |
| 8    | Taipei City Dragons FC     | 4   | 14 | 0  | 4 | 10 | 15 | 61 | -46  |

|  | Qualification pour la Coupe du président de l'AFC 2014 |
|  | Participation au barrage de promotion-relégation       |
|  | Relégation en championnat régional                     |
|  | T : Tenant du titre                                    |

## Bilan de la saison
| Championnat de Taïwan de football 2013 |                               |
| Champion                               | Taipei City Tatung (4e titre) |
| Qualifications continentales           |                               |
| Coupe du président de l'AFC 2014       | Taipei City Tatung            |
| Promotions et relégations              |                               |
| Promus en A-League                     | Taiwan Sports University FC   |
| Relégués                               | Taipei City Dragons FC        |